# Lois és Clark: Superman legújabb kalandjai
A Lois és Clark: Superman legújabb kalandjai, röviden Lois és Clark vagy Superman legújabb kalandjai (eredeti angol címén Lois & Clark: The New Adventures Of Superman, röviden Lois & Clark vagy The New Adventures Of Superman) egy amerikai tévésorozat, amely a népszerű Superman képregénysorozaton alapszik. A Superman legújabb kalandjait a Warner Bros stúdió forgalmazta és eredetileg az ABC csatorna sugározta, az első évad első epizódját 1993. szeptember 12-én, az utolsó évad utolsó részét 1997. június 14-én. Magyarországon először az HBO mutatta be, majd 1999. augusztus 11-én az RTL Klub is műsorra tűzte.
A főszerepben Dean Cain volt látható mint Clark Kent és Superman, Teri Hatcher mint Lois Lane és John Shea mint Lex Luthor. A sorozat követi a képregény írójának, John Byrnenak történetét (aki 1986-ban hat kiadásos sorozatában megalkotta az Acélembert és elindította kultuszát), hogy Clark Kent az igazi személyiség, és titkos alteregója Superman. Mint a sorozat címe is sugallja, a Lois és Clark inkább a The Daily Planet riporterpárosa, Clark Kent és Lois Lane kapcsolatát mutatja be, mint Clark titkos alteregójának kalandjait.
A sorozat számos rövid történet és egy regény megírásához adott ihletet. Az 1996-os C. J. Cherryh által írt Lois és Clark: A Superman regény című könyv is a Lois és Clark alapján készült.

## Évadok

### Első
Az első évad eredetileg 1993. szeptember 12-e és 1994. május 8-a között futott. Elsőre hatalmas sikert aratott; a kritikusok dicsérték a szereplők, főként Cain és Hatcher teljesítményét. Az elemzők szerint Lane Smith tökéletesen formálta meg a The Daily Planet főszerkesztőjét, Perry Whiteot, hiszen a szerepbe életet és humort vitt. John Shea is jó elbírálást kapott a Lex Luthor alakításáért, míg Landes szinte tiszteletet szerzett magának a modern Jimmy Olsen megszemélyesítéséért, aki az igazat akarja feltárni ügyeiben, hogy riporter válhasson belőle. Lex Luthort a rendezők az évad utolsó epizódjában elpusztították, miután Shea összetűzésbe került a számára hosszú és kimerítő New York és Los Angeles közti ingázásai miatt. A következő évadokban már nem szerepelt állandóan; egyszer jelent meg a második évadban, és kétszer a harmadikban.

### Második
A második évadot 1994 és 1995 között vetítették először. Több személyi változást is elszenvedett a sorozat; Michael Landest Justin Whalin váltotta Jimmy Olsen szerepében. A hivatalos ok Landes szerint az volt, hogy túlságosan hasonlított Dean Cainre. A DVD változat pilot epizódjának kommentárjában Cain beismerte, hogy ő és Landes kissé hasonlítanak egymásra, és úgy tűnhet, hogy rokoni kapcsolatban állnak egymással. A rendezőnek, Deborah Joy Levinenak is mennie kellett az első évad íróival együtt. Az új főrendező Robert Singer lett, aki nagyobb hangsúlyt fektetett az „akcióra”, de előtérben még mindig Lois és Clark kapcsolata maradt.
Az új évad új gonosztevőket hozott magával, mint például Metallót és Prankstert; és a hírhedt Intergang bűnszövetkezetet. A riporterpáros iránt új érdeklődők is megjelennek a színen; D.A. Mayson Drake Clarkot választja ki magának (ám Mayson egy robbanásban életét veszti), Lois után pedig Dan Scardino, egy kormányügynök és Clark ellenfele mutat érdeklődést. A népszerű Tempus (akit Lane Davies alakít) és az időutazó H. G. Wells is ebben az évadban tűnik fel először. Wells ifjabb énjét Terry Kiser, idősebb énjét Hamilton Camp játszotta. Az évad végén Clark megkérte Lois kezét, ám a rajongóknak a válaszra négy hónapot kellett várniuk.

### Harmadik
A harmadik évadot 1995 és 1996 között sugározták. Az évad első epizódjában Lois megtudja, hogy valójában Clark nem más, mint Superman. Ám csupán a hetedik epizódban fogadja el Lois Clark házassági ajánlatát. A várva-várt menyegzőt elhalasztották, hogy egybeessen a képregénybeli házasságkötéssel. Ez ahhoz vezetett, hogy a rendezőknek számos kisebb történeti fonalat kellett beilleszteniük a sorozatba, hogy az esküvőt egy későbbi dátumra tudják tenni a tévésorozatban.

### Negyedik
Az évad elején Az Újkriptont Lord Nor a földön akarja létrehozni. Clark és Lois megismerkedik a házasság előnyeivel, de legfőképpen a hátrányaival, de a szerelmük képes legyőzni ezeket a hátrányokat. Tempus megint sok bonyodalmat okoz. Száműzi Supermant egy egyirányú dimenzióba (csak belépni lehet ebbe a dimenzióba, innen kijönni már nem lehet). H. G. Wells segít Loisnak megmenteni Supermant.

## Szereplők
| Színész        | Szerep              | Magyar hang               | Magyar hang            | Pozíció                                                                              | Évad     |
| Színész        | Szerep              | 1. szinkron               | 2. szinkron            | Pozíció                                                                              | Évad     |
| -------------- | ------------------- | ------------------------- | ---------------------- | ------------------------------------------------------------------------------------ | -------- |
| Dean Cain      | Clark Kent/Superman | Miller Zoltán (1-2. évad) | Lux Ádám               | A Daily Planet nyomozóriportere, Lois társa, Superman, a harmadik évadtól Lois férje | 1-4.     |
| Dean Cain      | Clark Kent/Superman | Lux Ádám (3-4. évad)      | Lux Ádám               | A Daily Planet nyomozóriportere, Lois társa, Superman, a harmadik évadtól Lois férje | 1-4.     |
| Teri Hatcher   | Lois Lane           | Timkó Eszter              | Hámori Eszter          | A Daily Planet nyomozóriportere, Clark társa, a harmadik évadtól Clark felesége      | 1-4.     |
| Lane Smith     | Perry White         | Szokolay Ottó             | Szokolay Ottó          | A Daily Planet főszerkesztője                                                        | 1-4.     |
| Tracy Scoggins | Cat Grant           | Ullmann Mónika            | —                      | A Daily Planet társadalmi rovatának főszerkesztője                                   | 1.       |
| K Callan       | Martha Kent         | Kassai Ilona              | Kassai Ilona           | Clark nevelőanyja                                                                    | 1-4.     |
| Eddie Jones    | Jonathan Kent       | Pataky Imre               | Versényi László        | Clark nevelőapja                                                                     | 1-4.     |
| John Shea      | Lex Luthor          | Haás Vander Péter         | Sinkovits-Vitay András | Milliárdos, a LuthorCorp igazgatója, Lois nagy rajongója, gonosztevő                 | 1., 3-4. |
| Michael Landes | Jimmy Olsen         | Széles Tamás              | —                      | A Daily Planet fotóriportere                                                         | 1.       |
| Justin Whalin  | Jimmy Olsen         | Széles Tamás              | Fekete Zoltán          | A Daily Planet fotóriportere                                                         | 2-4.     |

### Szereplőválogatás
Superman szerepére a két megbízott rendező kevésbé ismerős arcot keresett. Dean Caint hallgatták meg a jelöltek közül elsőként. A rendező, Deborah Joy Levine túl fiatalnak tartotta, ám miután több száz jelentkezőt meghallgattak, Deborah mégis Dean mellett döntött.

## Epizódok

Kryptonit, az első évad nyolcadik epizódjában.

Lásd: A Lois és Clark: Superman legújabb kalandjai epizódjainak listája
| Évad | Évad | Epizódok | Eredeti sugárzás     | Eredeti sugárzás | Eredeti adó |
| Évad | Évad | Epizódok | Évadpremier          | Évadfinálé       | Eredeti adó |
| ---- | ---- | -------- | -------------------- | ---------------- | ----------- |
|      | 1    | 22       | 1993. szeptember 22. | 1994. május 8.   | ABC         |
|      | 2    | 22       | 1994. szeptember 18. | 1995. május 21.  | ABC         |
|      | 3    | 22       | 1995. szeptember 17. | 1996. május 12.  | ABC         |
|      | 4    | 22       | 1996. szeptember 22. | 1997. június 14. | ABC         |

## DVD kiadások
| Évad                 | 1. Régió           | 2. Régió            | Magyarország         |
| -------------------- | ------------------ | ------------------- | -------------------- |
| Teljes első évad     | 2005. június 7.    | 2006. február 6.    | 2007. május 2.       |
| Teljes második évad  | 2006. január 17.   | 2006. április 17.   | 2007. november 6.    |
| Teljes harmadik évad | 2006. június 20.   | 2006. augusztus 28. | 2008. február 26.    |
| Teljes negyedik évad | 2006. november 14. | 2006. október 23.   | 2008. szeptember 22. |

## Paródiák
Az amerikai Robot Chicken animációs sorozat egyik epizódjában az eredeti Lois és Clarkot parodizálják ki mint Lewis és Clark, amiben Clark hangját Dean Cain kölcsönzi neki. A felvételek végén Dean Cain azt nyilatkozta, hogy „viccesebb lett volna tíz évvel ezelőtt, mikor a Lois és Clark még futott”.

## Érdekességek
- Clark Kent és Superman szerepére Kevin Sorbo, az Androméda és a Herkules sorozatok főszereplője is lehetséges jelölt volt.
- Gerard Christopher, aki az 1988-as Superboy filmben Clark Kentet és Superboyt alakította, érdekelt volt a szerepben, ám a rendezők egy kevéssé ismert színészt szerettek volna erre a szerepre.
- A visszatérés epizódban Clark Buffalo Billses sapkát visel. Dean Caint szerződtették a Buffalo Billshez, de mielőtt játékba állhatott volna, egy sérülés véget vetett eme karrierjének.
- Dean Cain retteg a repüléstől.
- Phyllis Coates, aki Lois édesanyát játssza, egy 1952-es Superman filmben Lois Lanet alakította.
- Batmant háromszor említik a Lois és Clark során.

## Külső hivatkozások
- Lois és Clark: Superman legújabb kalandjai a PORT.hu-n (magyarul)
- Lois és Clark: Superman legújabb kalandjai az Internet Movie Database-ben (angolul)
- Lois és Clark: Superman legújabb kalandjai a Rotten Tomatoeson (angolul)
- Lois és Clark: Superman legújabb kalandjai a Box Office Mojón (angolul)